# Smrek Trójkrajny
Smrek Trójkrajny (zwany również Smrek) – szczyt o wysokości 1107,44 m n.p.m., w południowo-zachodniej Polsce w Górach Złotych w Sudetach Wschodnich, leżący na granicznym grzbiecie, oddzielającym Polskę od Czech. W różnych opisach można znaleźć inne wysokości, jak 1117, 1125, 1127, co jednak jest całkowicie błędne bowiem jest on mylony z pobliskim czeskim wierzchołkiem Smrek (1127 m).
Wzniesienie, położone na granicy polsko-czeskiej, między Przełęczą u Trzech Granic po południowo-wschodniej stronie i wzniesieniem Postawna, po północno-zachodniej stronie w Sudetach Wschodnich, w południowo-zachodniej części Gór Złotych, na terenie Śnieżnickiego Parku Krajobrazowego. Wznosi się około 4,0 km, na południowy wschód od małej wioski Bielice.
Graniczne wzniesienie o spłaszczonym, słabo zarysowanym wierzchołku, jest niezauważalne w terenie. Stanowi boczną północno-zachodnią spłaszczoną kulminację rozległej wierzchowiny masywu Smreka, położonego po czeskiej stronie. Wznosi się na prawie płaskiej grani granicznej, na krawędzi „worka bialskiego” w grzbiecie odchodzącym na północny zachód od Smreka. Północno-zachodnie zbocze wzniesienia łagodnie opada w kierunku Pasiecznej. W kierunku zachodnim zbocze dość stromo opada do Doliny Górnej Białej Lądeckiej. W kierunku południowo-wschodnim zbocze prawie poziomo schodzi do Przełęczy u Trzech Granic, która oddziela Smreka od Bruska. Wzniesienie położone na kontynentalnym dziale wodnym, w całości zbudowane ze skał metamorficznych, łupków łyszczykowych i gnejsów gierałtowskich, porośnięte w większości naturalnym lasem regla dolnego, a w partiach szczytowych regla górnego. Wzniesienie stanowi teren dziki i niecywilizowany, z rzadkimi gatunkami flory i fauny. Wzniesienie pod koniec XX wieku dotknęły zniszczenia wywołane katastrofą ekologiczną w Sudetach.

## Turystyka
- Wierzchołek jest oznakowany tabliczką SMRK (Hranicnik) i wysokością 1109 m n.p.m. Na szczyt prowadzi znakowany żółty szlak turystyczny wzdłuż granicy państwa, wąskim pasem pozbawionym drzew od strony Kowadła przez Pasieczną oraz szlak zielony i czerwony od strony czeskiej.
- W odległości kilku metrów od wierzchołka przebiega czeski szlak turystyczny.
- zielony – czeski szlak turystyczny prowadzący z czeskiej miejscowości Branná, przechodzi płaszczyzną szczytową wzniesienia po południowo-wschodniej stronie od szczytu.
- Szczyt położony jest na płaskim zalesionym terenie i nie stanowi punktu widokowego. Ze zboczy Smreka rozciąga się panorama na Góry Bialskie, Wysoki Jesionik, Góry Złote, Masyw Śnieżnika i dolinę Białej Lądeckiej.